# Noun (département)
Pour les articles homonymes, voir Noun (homonymie).
Le Noun est un département du Cameroun situé dans la région de l'Ouest. Son chef-lieu est Foumban.

## Géographie
Le département s'étend à l'est de la rivière Noun sur 7 687 km2 soit plus de la moitié 55,34 % de la région de l'Ouest.

## Organisation territoriale
Le département est découpé en 9 arrondissements et/ou communes :
- Bangourain
- Foumban
- Foumbot
- Kouoptamo
- Koutaba
- Magba
- Malentouen
- Massangam
- Njimom

Le département est découpé en 9 arrondissements et/ou communes :
| COG    | Communes   | Chef-lieu  | Superficie (km²) | Population (2005) |
| ------ | ---------- | ---------- | ---------------- | ----------------- |
| OU0301 | Foumban    | Foumban    | 418              | 106 309           |
| OU0307 | Bangourain | Bangourain | 395              | 30 877            |
| OU0302 | Foumbot    | Foumbot    | 760              | 76 486            |
| OU0308 | Kouoptamo  | Kouoptamo  | 312              | 48 772            |
| OU0306 | Koutaba    | Koutaba    | 451              | 49 171            |
| OU0303 | Magba      | Magba      | 1 174            | 35 628            |
| OU0304 | Malentouen | Malentouen | 1 084            | 45 121            |
| OU0305 | Massangam  | Massangam  | 2 209            | 38 736            |
| OU0309 | Njimom     | Njimom     | 701              | 23 983            |

## Particularités
- La rivière Noun limite le département à l'Ouest.
- La plaine du Noun est une zone fertile
- Foumban est le cœur du pays bamoun. Il recèle l'imposant palais du sultan, construit sur le modèle des demeures allemandes.
- Le village de Momaron est au centre de paysages superbes et réputé pour ses céramiques.
- Le lac Monoun est une destination appréciée en raison de ses berges aménagées au bord d’un ancien lac de cratère.
- La région de Koutaba est dédiée aux plantations de café comme celles proches du Monastère Bénédictin

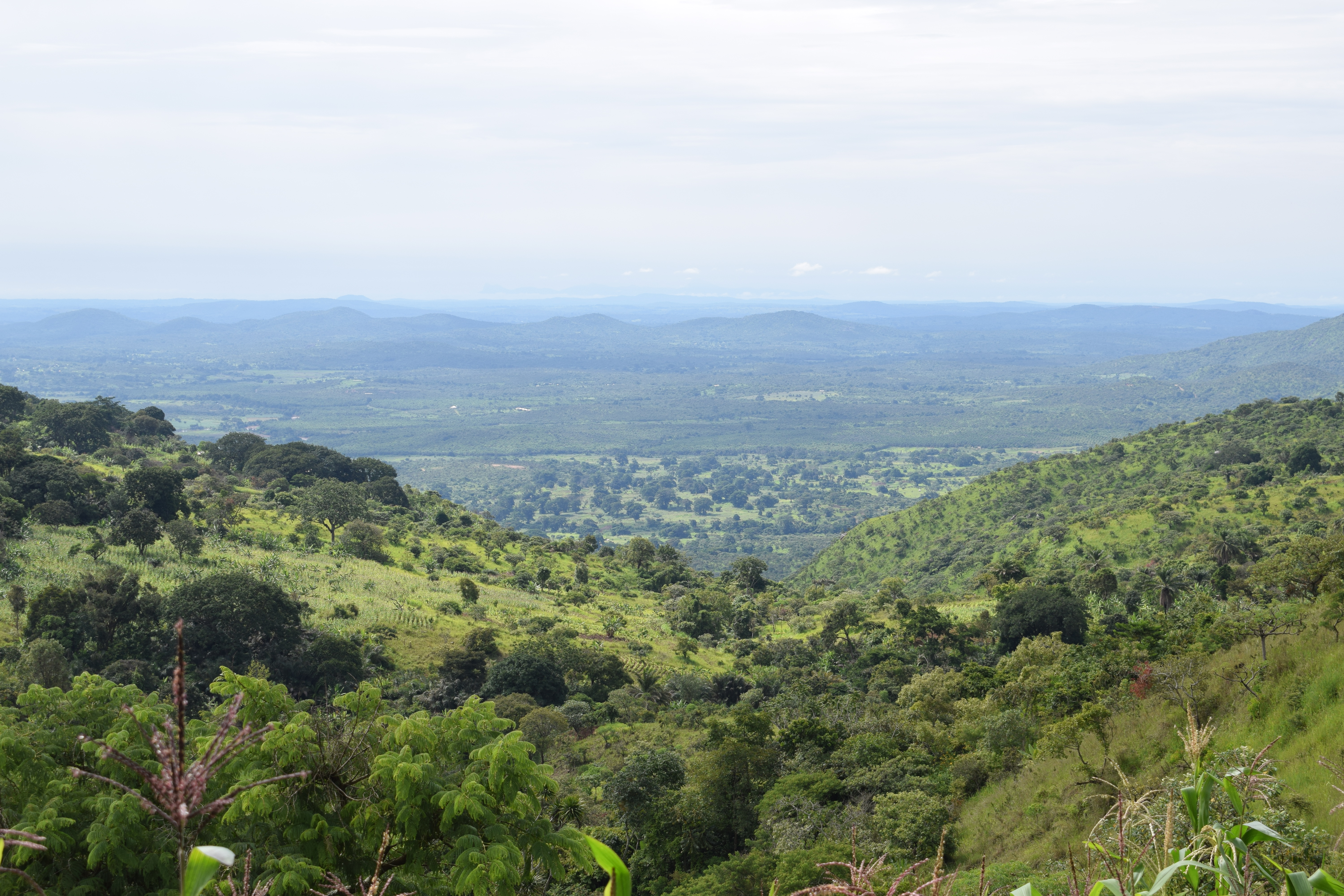
Vallée du Noun depuis Bandjoun 09

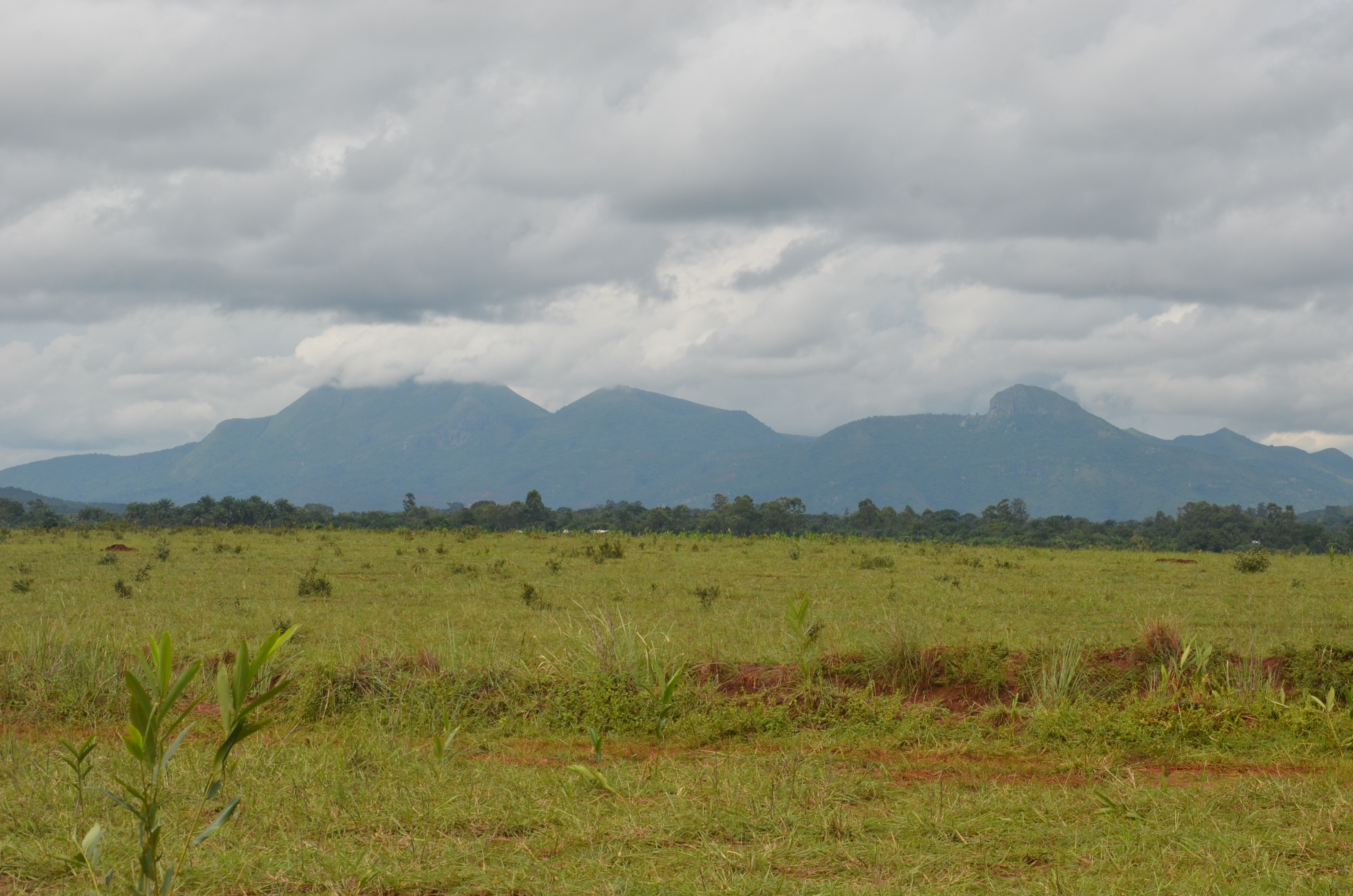
Montagne de cratère à Koutaba

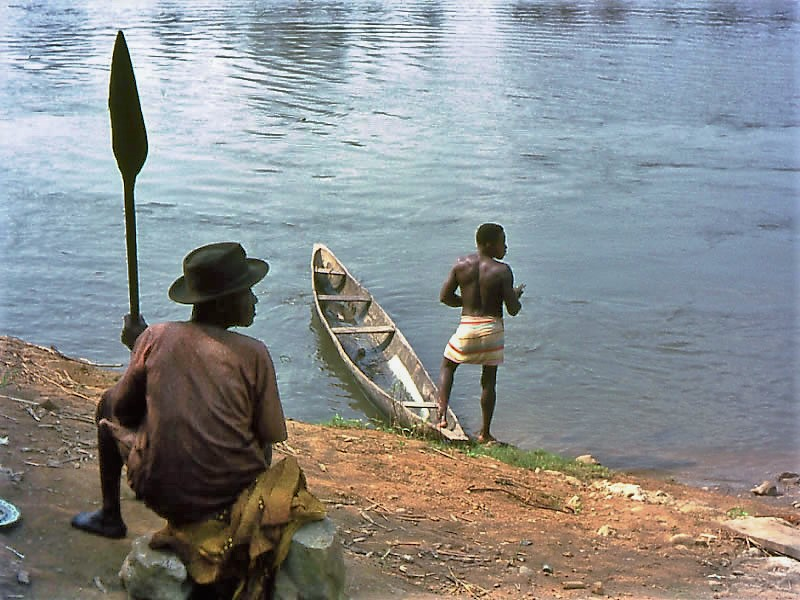
Pirogue sur le fkeuve Noun

## Sources
- Décret n°2007/115 du 13 avril 2007 et décret n°2007/117 du 24 avril 2007